# Paulina Maciuszek
Paulina Maciuszek (* 2. September 1985 in Rabka-Zdrój) ist eine ehemalige polnische Skilangläuferin. Maciuszek ist die Tochter der beiden ehemaligen Skilangläufer Józef Łuszczek und Mićhalina Maciuszek.

## Werdegang
Maciuszek, die für den LKS Poroniec Poronin startete, nahm von 2004 bis 2014 an Wettbewerben der Fédération Internationale de Ski teil. Ihr erstes Weltcuprennen lief sie im März 2008 in Bormio, welches sie mit dem 62. Rang über 2,5 km Freistil beendete. Ihre besten Platzierungen bei den nordischen Skiweltmeisterschaften 2009 in Liberec waren der 49. Platz im 30-km-Massenstartrennen und der sechste Rang mit der Staffel. Ihr bestes Resultat bei den Olympischen Winterspielen 2010 in Vancouver war der 28. Platz im 30-km-Massenstartrennen. Im Dezember 2010 holte sie in La Clusaz mit dem 21. Platz im 15-km-Massenstartrennen ihre ersten Weltcuppunkte. Die Tour de Ski 2010/11 beendete sie auf dem 26. Platz. Ihre besten Ergebnisse bei den nordischen Skiweltmeisterschaften 2011 in Oslo waren der 32. Platz im 15-km-Skiathlon und der achten Rang in der Staffel. Bei der Tour de Ski 2012/13 erreichte sie den 40. Platz in der Gesamtwertung. Ihre besten Platzierungen bei den nordischen Skiweltmeisterschaften 2013 im Val di Fiemme waren der 28. Rang im Skiathlon und der neunte Platz in der Staffel. Die Tour de Ski 2013/14 beendete sie auf dem 20. Rang. Im Januar 2014 schaffte sie in Szklarska Poręba mit dem 19. Rang im 10-km-Massenstartrennen, ihr bisher bestes Weltcupeinzelergebnis. Bei den Olympischen Winterspielen 2014 in Sotschi waren der 29. Platz im 15-km-Skiathlon und der siebte Platz in der Staffel ihre besten Resultate. Die Saison 2013/14 beendete sie auf dem 61. Platz in der Weltcupgesamtwertung. Bei polnischen Meisterschaften siegte sie 2010 über 5 km klassisch und 2013 im Teamsprint.